# Werplijnknoop
Een werplijnknoop is een knoop die zorgt voor wat meer gewicht aan het einde van een touw. Daarmee kan je het goed gebruiken om te werpen. De werplijnknoop lijkt op een uitgebreide stopperknoop, maar wordt anders gelegd en dient een ander doel.